# Antônio Pedro (político)
Antônio Pedro Mendonça (Xapuri, 10 de julho de 1955), mais conhecido como Antônio Pedro, é um empresário e político brasileiro filiado ao Democratas (DEM). Atualmente, exerce seu segundo mandato como deputado estadual do Acre, eleito com 5.021 votos (1,18% dos válidos) nas eleições de 2018.